# Põdrangu
Põdrangu är en ort i Estland. Den ligger i Tamsalu kommun och landskapet Lääne-Virumaa, i den centrala delen av landet, 90 km öster om huvudstaden Tallinn. Põdrangu ligger 120 meter över havet och antalet invånare är 113.
Terrängen runt Põdrangu är platt, och sluttar söderut. Runt Põdrangu är det glesbefolkat, med 14 invånare per kvadratkilometer. Närmaste större samhälle är Tapa, 17,5 km nordväst om Põdrangu. I omgivningarna runt Põdrangu växer i huvudsak blandskog.